# 刘烨 (女主持)
刘烨（1989年8月25日—），汉族，中国大陸女主持人，现任小芒电商总经理助理、初曦工作室负责人。

## 主要经历
- 1989年，出生于江苏省南京市；
- 2010年，毕业于華東師範大學；
- 2011年，获得苏州电视台《水韵花都》美女主播全国选拔大赛冠军[1]、最佳上镜奖[2]；
- 2012年，签约湖南卫视，担任《播报早看点》《想唱就唱》《新闻大求真》[3]等节目的主持人；
- 2014年，在湖南卫视《我是歌手》第二季中担任邓紫棋的经纪人。
- 2016年，接替赵子靓担任《我是歌手》外景主持人
- 2022年，约满湖南卫视。
- 2023年，签约小芒电商。

## 电视剧
- 2014年 电视剧《愛的婦產科》饰 女主播
- 2014年 电视剧《女王駕到》饰 菲菲
- 2014年 电视剧《懂小姐》饰 懂小姐
- 2015年 电视剧《冰与火的青春》饰 林晓珑
- 2018年 电视剧《流星花园》饰 周彩娜
- 2018年 电视剧《如若巴黎不快樂》饰 李多多
- 2020年 电视剧《我有特殊沟通技巧》饰 林沐晴
- 2021年 电视剧《百炼成钢》饰 杨之华
- 2024年 电视剧《九凤家的锦鲤喵殿下》(網絡短劇)

## 节目
主持
- 湖南卫视《播报早看点》、《我们都是活雷锋》、《新闻大求真》、《奇舞飞扬》、《呼啦最强音》、《想唱就唱》、《2018湖南衛視中秋之夜》
- 芒果tv《定义》

选手
2021年 乘风破浪的姐姐 (第二季)